# 鉛粉
鉛粉（cerus）作為一種化妝品被應用在不同的古代社會中，因為鉛白的色澤是古代中其他白色顏料無可匹敵的。就算是人類開始認識到鉛對人體的害處以來，還是有活躍於交際圈的人士出於當時社會追求雪白肌膚的審美標準而繼續使用鉛粉化妝。

## 古代中國
古代中國應用鉛粉化妝參考宋代的《事物紀原》可以追溯至周朝，《琅嬛記》亦提及了古人以鉛粉化妝及另一有毒物質—汞用作為唇膏，中文亦存在一些將鉛聯繫到化妝的成語例如「洗淨鉛華」。

## 近世歐洲

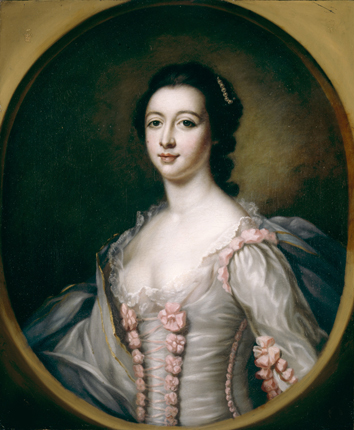
瑪麗亞·考文垂，考文垂伯爵夫人

16世紀近世歐洲就有記載一款名為「威尼斯鉛粉」（英語：Venetian ceruse）的鉛白化妝品流行於歐洲各國的上流社會，威尼斯錫茹斯將碳酸鉛混合白醋、硼砂、蜂蠟或杏仁油等材料使其容易塗抹和依附在肌膚上。
認為雪白肌膚象徵處女的純潔的英女皇伊莉莎白一世就被謠傳長期使用威尼斯錫茹斯化妝，但也有歷史學家反駁指證據不充分。肌膚不用因為出外進行長期勞動而被太陽曬黑，因此雪白膚色成為貴族的一種身分象徵，英國喬治時代家道中落的貴族後代瑪麗亞·根寧為了進駐倫敦的上流交際圈並嫁入貴族豪門，堅持使用鉛粉化妝，儘管於喬治時代歐洲人已經對鉛中毒有了一定認知。瑪麗亞·根寧嫁給考文垂伯爵後卒於27歲，死因被認為是鉛中毒。